# Цунешима-Мару
Цунешима-Мару (Tsuneshima Maru) — транспортне судно, яке під час Другої світової війни брало участь у операціях японських збройних сил в архіпелазі Бісмарка. 
26 липня 1943-го Цунешима-Мару вийшло з Йокосуки до Мікронезії в складі конвою № 3726, який 12 серпня прибув на атол Трук (ще до війни тут була створена потужна база ВМФ, з якої до лютого 1944-го провадились операції в цілому ряді архіпелагів).
Згодом судно опинилося на Маршаллових островах. 18 вересня 1943-го воно полишило атол Кваджелейн разом з конвоєм № 6188 і 25 вересня прибуло на Трук. 8—19 жовтня Цунешима-Мару в складі конвою № 4008 пройшло в метрополію до Йокосуки.
13—24 листопада 1943-го судно перейшло з Йокосуки на Трук разом з конвоєм №3113.
18 грудня Цунешима-Мару у складі конвою № 1182 полишило Трук і попрямувало до Рабаулу – головної передової бази японців у архіпелазі Бісмарка, з якої провадились операції на Соломонових островах та сході Нової Гвінеї. 20 грудня за чотири сотні кілометрів на північний схід від островів Адміралтейства конвой атакував підводний човен Gato, якому вдалося потопити Цунешима-мару (всіх членів екіпажу врятували). Ескортні кораблі провели контратаку глибинними бомбами, яка, втім, виявилась безрезультатною.